# Пикульник красивый
Пику́льник краси́вый, или Пику́льник заме́тный, или Пику́льник разноцве́тный, или Зя́бра, или Петушок (лат. Galeopsis speciosa) — вид цветковых растений рода Пикульник (Galeopsis) семейства Губоцветные (Lamiaceae).

## Ботаническое описание
Однолетнее травянистое растение высотой 0,5—1 м. Четырёхгранный стебель заметно утолщается в узлах, покрыт щетинистыми волосками, как и листья. Листья супротивные, короткочерешковые, заострённые, с зубчатым краем.
Цветение с июня по октябрь. Цветки собраны в мутовки у верхних листьев. Среди представителей своего рода пикульник красивый ярко выделяется своей окраской цветков. Почти вся нижняя часть губы венчика — пурпурного цвета, верхняя её часть ярко-жёлтого цвета, часто с пурпурными пятнами. Остальная часть венчика бледно-жёлтая. Прицветники линейно- или яйцевидно-ланцетные с шиловидным окончанием. Чашечка с жестким опушением. Верхняя губа овальная, на конце тупозубчатая, а средняя лопасть нижней губы продолговатая, несколько шире боковых.
Плод — тёмно-серый трёхгранный орешек.
Соцветия и плоды ядовиты.

## Распространение и экология
Пикульник красивый встречается в умеренной зоне Европы и Западной Азии в чащах и окраинах лесов, влажных лугах, в кустарниках, на травянистых склонах, полях, в огородах и сорных местах. Предпочитает богатые питательными веществами и известью почвы.

## Хозяйственное значение и применение
Растение содержит дубильные вещества, кремниевую кислоту, сапонины, эфирные масла. Препараты на его основе обладают противовоспалительным и ранозаживляющим действием, в народной медицине их используют при различных простудных заболеваниях и наружных нагноениях.
Хотя пикульник красивый является распространённым сорняком, из-за своих привлекательных цветков он выращивается в культуре.
Пикульник красивый даёт медоносным пчёлам много нектара и пыльцы-обножки.

## Классификация

### Таксономия
Galeopsis speciosa Mill., 1768, Gard. Dict. ed. 8 : n.º 3
Вид Пикульник красивый относится к роду Пикульник (Galeopsis) семейства Яснотковые (Lamiaceae) порядка Ясноткоцветные (Lamiales), который последовательно входит в вышестоящие клады Ламииды → Астериды → Суперастериды → Эвдикоты → Цветковые растения. Таксономическая схема в соответствии с Системой APG IV по состоянию на декабрь 2023 года:
|  |                          |  |                                   |                                   |                      |  | еще 23 семейства | еще 23 семейства |                        |  |  |  | еще 16 подтвержденных видов и 15 видов, ожидающих подтверждения |
|  |                          |  |                                   |                                   |                      |  | еще 23 семейства | еще 23 семейства |                        |  |  |  | еще 16 подтвержденных видов и 15 видов, ожидающих подтверждения |
|  |                          |  |                                   | порядок Ясноткоцветные            |                      |  |                  |                  | род Пикульник          |  |  |  |                                                                 |
|  |                          |  |                                   | порядок Ясноткоцветные            |                      |  |                  |                  | род Пикульник          |  |  |  |                                                                 |
|  | клада Цветковые растения |  |                                   |                                   | семейство Яснотковые |  |                  |                  | вид Пикульник красивый |  |  |  |                                                                 |
|  | клада Цветковые растения |  |                                   |                                   | семейство Яснотковые |  |                  |                  |                        |  |  |  |                                                                 |
|  |                          |  | ещё 63 порядка цветковых растений | ещё 63 порядка цветковых растений |                      |  |                  | еще 267 родов    | еще 267 родов          |  |  |  |                                                                 |
|  |                          |  |                                   | ещё 63 порядка цветковых растений |                      |  |                  |                  | еще 267 родов          |  |  |  |                                                                 |

### Синонимы
- Galeopsis cannabina Roth
- Galeopsis crenifrons Borbás
- Galeopsis flavescens Borbás
- Galeopsis hispida Borbás
- Galeopsis leiotricha Borbás
- Galeopsis prostrata Vill.
- Galeopsis pubescens Griseb.
- Galeopsis speciosa subsp. sulphurea (Jord.) Briq.
- Galeopsis subalpina Schur
- Galeopsis sulphurea Jord.
- Galeopsis unicolor Fr.
- Galeopsis versicolor Curtis
- Galeopsis versicolor var. sulphurea (Jord.) Rchb.f.
- Tetrahit sulphureum (Jord.) Fourr.